# Wereldkampioenschap voetbal 2014 (achtste finale) Nederland - Mexico
Dit artikel gaat over de wedstrijd in de achtste finales tussen Nederland en Mexico, die gespeeld wordt op zondag 29 juni tijdens het wereldkampioenschap voetbal 2014. Het is de derde achtste finale die gespeeld werd, na Brazilië – Chili en Colombia – Uruguay. De winnaar zou in de kwartfinale spelen tegen Costa Rica.

## Voorafgaand aan de wedstrijd
- Mexico stond bij aanvang van het toernooi op de twintigste plaats van de FIFA-wereldranglijst. In oktober 2013 bereikte het een dieptepunt op deze lijst met een vierentwintigste positie – een halfjaar daarvoor stond Mexico nog op de veertiende plaats – maar verder kende het een stabiele notering rond plaats twintig. Een notering binnen de top 10 werd niet meer behaald sinds juni 2011; toen steeg het Mexicaans elftal van plaats 28 naar de negende positie na het winnen van de CONCACAF Gold Cup. In juni werd Mexico door groepsgenoot Kroatië gepasseerd, waarmee het zich weer stabiliseerde op zijn vertrouwde twintigste positie.[1] Daarmee is het tevens het op een na hoogst genoteerde land dat is aangesloten bij de CONCACAF, na de Verenigde Staten. Op de virtuele FIFA-wereldranglijst stond Mexico bij aanvang van dit duel op een zestiende plaats, met 74 punten meer dan voorafgaand aan het toernooi. Nederland stond bij aanvang van het toernooi op de vijftiende plaats van de mondiale ranglijst. Het land kende vanaf de zomer van 2011 een vrijwel continue daling op de lijst, met als dieptepunt de vijftiende positie in april 2014; Nederland stond niet meer zo laag genoteerd sinds juli 2002, in het jaar van het wereldkampioenschap waarvoor Nederland zich niet kwalificeerde. In mei en juni 2014 bleef het elftal als vijftiende gerangschikt.[2] Daarmee was Nederland het negende land op de zonale ranglijst, achter Griekenland. Op de virtuele ranglijst stond het Nederlands elftal voorafgaand aan deze wedstrijd op de zesde plaats, met een stijging van 329 punten.
- Aan Nederlandse zijde was twijfel over de inzetbaarheid van verdediger Bruno Martins Indi, die in het groepsduel tegen Australië een hersenschudding opliep. Wanneer hij niet inzetbaar zou zijn, zou hij wederom vervangen worden door Dirk Kuijt, die dan zijn honderdste interland zou spelen.[3] Door een hamstringblessure, opgelopen tijdens een training, was Leroy Fer niet inzetbaar tijdens deze wedstrijd. Ook was het twijfelachtig of hij in een eventuele kwartfinale wel weer zou kunnen spelen.[4] Bij de Mexicanen ontbraken geen spelers door blessures, maar was José Juan Vázquez afwezig; hij ontving in twee groepswedstrijden een gele kaart en is zodoende geschorst voor de achtste finale tegen Nederland. Herrera maakte een dag voor de wedstrijd bekend dat Carlos Salcido Vázquez zou vervangen.[5]
- Hoewel de Mexicanen vijftig jaar lang niet wisten te winnen van Nederland, toonde het zich voorafgaand aan de wedstrijd zelfverzekerd.[6][7] Bij bookmakers bleek het Nederlands elftal favoriet,[8] De Nederlandse spelers spraken geen duidelijke taal in aanloop naar het duel, maar gaven met name aan dat het een lastige duel zou worden; zo deed ook bondscoach Louis van Gaal, die zei Mexico beter te vinden dan vorige opponent Chili.[9]
- De FIFA stelde op 28 juni de Portugees Pedro Proença aan als scheidsrechter voor de wedstrijd tussen Nederland en Mexico. Hij leidde eerder de groepswedstrijden tussen Kameroen en Kroatië (0–4) en Japan en Colombia (1–4). Hij wordt bijgestaan door zijn assistenten Bertino Miranda en José Trigo en de vierde official Carlos Vera (Ecuador).[10] Proença leidde meerdere grote wedstrijden in voorgaande seizoenen, waaronder de EK-finale en Champions League-finale in 2012. Hij wordt beschouwd als een van de kansmakers om de finale van het wereldkampioenschap te mogen leiden, ook omdat Portugal niet door de groepsfase heen kwam.[11] Het Mexicaans elftal ontmoette Proença niet eerder; hij floot wel tweemaal in 2012 een interland van het Nederlands elftal, waaronder het eerste kwalificatieduel voor dit WK tegen Hongarije (4–1).[12]
- In aanloop naar het duel werd veel bericht over de klimatologische omstandigheden in Fortaleza, die vooraf geschat werden tot boven de 35 graden. Op de dag van de wedstrijd bleek de temperatuur niet boven de 30 graden te komen.[13] De Nederlandse bondscoach Louis van Gaal gaf aan de hitte meer als een nadeel voor het Nederlands elftal dan voor het Mexicaans elftal te zien,[14] maar verduidelijkte dat de Nederlandse spelers op de temperatuur en luchtvochtigheidsgraad voorbereid waren.[15]

## Wedstrijdgegevens
| Datum                | 29 juni 2014               | 29 juni 2014               |
| Wedstrijdnummer      | 51                         | 51                         |
| Stadion              | Castelão, Fortaleza        | Castelão, Fortaleza        |
| Toeschouwers         | 58.817                     | 58.817                     |
| Scheidsrechter       | Pedro Proença              | Pedro Proença              |
| Assistenten          | Bertino Miranda José Trigo | Bertino Miranda José Trigo |
| Vierde official      | Carlos Vera                | Carlos Vera                |
| Man van de wedstrijd | Guillermo Ochoa            | Guillermo Ochoa            |
|                      | Nederland                  | Mexico                     |
| Doelpunten           | 2                          | 1                          |
| Gele kaarten         | 0                          | 3                          |
| Rode kaarten         | 0                          | 0                          |
| Wissels              | 3                          | 3                          |
| Schoten op doel      | 8                          | 7                          |
| Schoten naast doel   | 6                          | 5                          |
| Overtredingen        | 8                          | 12                         |
| Hoekschoppen         | 10                         | 2                          |
| Buitenspel           | 1                          | 1                          |
| Vrije trappen        | 13                         | 9                          |
| Balbezit (%)         | 55                         | 45                         |

| Nederland | 2 – 1           | Mexico |
| Wesley Sneijder (Klaas-Jan Huntelaar) 88' Klaas-Jan Huntelaar 90+4' (pen.)                                                                                                | goals (assists) | 48' Giovani dos Santos |
| Louis van Gaal | bondscoach      | Miguel Herrera |
| Jasper Cillessen Paul Verhaegh 56' Ron Vlaar Stefan de Vrij Daley Blind Dirk Kuijt Nigel de Jong 9' Wesley Sneijder Georginio Wijnaldum Arjen Robben Robin van Persie 76' | opstellingen    | Guillermo Ochoa Francisco Javier Rodríguez Rafael Márquez 46' Héctor Moreno Paul Aguilar Héctor Herrera Miguel Layún Andrés Guardado Carlos Salcido 61' Giovani dos Santos 75' Oribe Peralta |
| Bruno Martins Indi 9' Memphis Depay 56' Klaas-Jan Huntelaar 77' | wissels         | 46' Diego Reyes 61' Javier Aquino 75' Javier Hernández |
| | gele kaarten    | 69' Paul Aguilar 90+2' Rafael Márquez 90+3' Andrés Guardado |

## Wedstrijden
| Groepswedstrijden      |                       |                         |                       |                         |                        |                        |                         |
| Groep A                | Groep B               | Groep C                 | Groep D               | Groep E                 | Groep F                | Groep G                | Groep H                 |
| Brazilië – Kroatië     | Spanje – Nederland    | Colombia - Griekenland  | Uruguay – Costa Rica  | Zwitserland – Ecuador   | Argentinië – Bosnië    | Duitsland – Portugal   | België – Algerije       |
| Mexico – Kameroen      | Chili – Australië     | Ivoorkust – Japan       | Engeland – Italië     | Frankrijk – Honduras    | Iran – Nigeria         | Ghana – U.S.A.         | Rusland – Zuid-Korea    |
| Kameroen – Kroatië     | Australië – Nederland | Japan – Griekenland     | Italië – Costa Rica   | Honduras – Ecuador      | Nigeria – Bosnië       | U.S.A. – Portugal      | Zuid-Korea – Algerije   |
| Brazilië – Mexico      | Spanje – Chili        | Colombia – Ivoorkust    | Uruguay – Engeland    | Zwitserland – Frankrijk | Argentinië – Iran      | Duitsland – Ghana      | België – Rusland        |
| Kameroen – Brazilië    | Australië – Spanje    | Japan – Colombia        | Italië – Uruguay      | Honduras – Zwitserland  | Nigeria – Argentinië   | U.S.A. – Duitsland     | Zuid-Korea – België     |
| Kroatië – Mexico       | Nederland – Chili     | Griekenland – Ivoorkust | Costa Rica – Engeland | Ecuador – Frankrijk     | Bosnië – Iran          | Portugal – Ghana       | Algerije – Rusland      |
| Achtste finales        |                       |                         |                       |                         |                        |                        |                         |
| Brazilië Chili         | Colombia Uruguay      | Frankrijk Nigeria       | Duitsland Algerije    | Nederland Mexico        | Costa Rica Griekenland | Argentinië Zwitserland | België Verenigde Staten |
| Kwartfinales           |                       |                         |                       |                         |                        |                        |                         |
| Brazilië – Colombia    | Brazilië – Colombia   | Frankrijk – Duitsland   | Frankrijk – Duitsland | Nederland – Costa Rica  | Nederland – Costa Rica | Argentinië – België    | Argentinië – België     |
| Halve finales          |                       |                         |                       |                         |                        |                        |                         |
| Brazilië – Duitsland   | Brazilië – Duitsland  | Brazilië – Duitsland    | Brazilië – Duitsland  | Nederland – Argentinië  | Nederland – Argentinië | Nederland – Argentinië | Nederland – Argentinië  |
| Troostfinale           |                       |                         |                       |                         |                        |                        |                         |
| Brazilië – Nederland   |                       |                         |                       |                         |                        |                        |                         |
| Finale                 |                       |                         |                       |                         |                        |                        |                         |
| Duitsland – Argentinië |                       |                         |                       |                         |                        |                        |                         |

KNVB ·
A-internationals ·
Bondscoaches (m) ·
Topscorers ·
Nederlands vrouwenelftal ·
Bondscoaches (v) ·
Nederland B ·
Olympisch elftal ·
Jong Oranje ·
Nederland –20 ·
Nederland –19 ·
Nederland –18 ·
Nederland –17 ·
Nederland –16 ·
Nederland –15 ·
Nederlands amateurelftal ·
Nederlands zaterdagelftal ·
Jong OranjeLeeuwinnen ·
Vrouwen –20 ·
Vrouwen –19 ·
Vrouwen –18 ·
Vrouwen –17 ·
Vrouwen –16 ·
Vrouwen –15 ·
Militair mannenelftal ·
Militair vrouwenelftal ·
Strandteam ·
Vrouwen Strandteam ·
Futsalteam ·
Vrouwen Futsalteam

EK-wedstrijden ·
WK-wedstrijden ·
Resultaten kwalificaties en eindronden ·
Nederland B-wedstrijden ·
Officieuze wedstrijden ·
EK-wedstrijden vrouwen ·
WK-wedstrijden vrouwen ·
Resultaten vrouwen kwalificaties en eindronden
1905 – 1919 ·
1920 – 1929 ·
1930 – 1939 ·
1940 – 1949 ·
1950 – 1959 ·
1960 – 1969 ·
1970 – 1979 ·
1980 – 1989 ·
1990 – 1999 ·
2000 – 2009 ·
2010 – 2019 ·
2020 – 2029
2015 ·
2016 ·
2017 ·
2018 ·
2019 ·
2020 ·
2021 · 
2022
EK's: 1976 · 
1980 · 
1988 · 
1992 · 
1996 · 
2000 · 
2004 · 
2008 · 
2012 · 
2020 · 
2024
WK's: 1934 · 
1938 · 
1974 · 
1978 · 
1990 · 
1994 · 
1998 · 
2006 · 
2010 · 
2014 · 
2022
OS: 1908 ·
1912 ·
1920 ·
1924 ·
1928 ·
1948 ·
1952 ·
2008
Albanië ·
Andorra ·
Argentinië ·
Armenië ·
Australië ·
België ·
Bosnië en Herzegovina ·
Brazilië ·
Bulgarije ·
Canada ·
Chili ·
China ·
Colombia ·
Costa Rica ·
Curaçao ·
Cyprus ·
DDR ·
Denemarken ·
Duitsland ·
Ecuador ·
Egypte ·
Engeland ·
Estland ·
Faeröer ·
Finland ·
Frankrijk ·
GOS · 
Georgië ·
Ghana ·
Gibraltar ·
Griekenland ·
Hongarije ·
Ierland ·
IJsland ·
Indonesië ·
Iran ·
Israël ·
Italië ·
Ivoorkust ·
Japan ·
Joegoslavië ·
Kameroen ·
Kazachstan ·
Kroatië ·
Letland ·
Liechtenstein ·
Luxemburg ·
Malta ·
Marokko ·
Mexico ·
Moldavië ·
Montenegro ·
Nederlandse Antillen ·
Nigeria ·
Noord-Ierland ·
Noord-Macedonië ·
Noorwegen ·
Oekraïne ·
Oostenrijk ·
Paraguay ·
Peru ·
Polen ·
Portugal ·
Qatar ·
Roemenië ·
Rusland ·
Saarland ·
San Marino ·
Saoedi-Arabië ·
Schotland ·
Senegal ·
Servië en Montenegro ·
Slovenië ·
Slowakije ·
Sovjet-Unie ·
Spanje ·
Suriname ·
Thailand ·
Tsjechië ·
Tsjecho-Slowakije ·
Tunesië ·
Turkije ·
Uruguay ·
Verenigd Koninkrijk ·
Verenigde Staten ·
Wales ·
Wit-Rusland ·
Zuid-Afrika ·
Zuid-Korea ·
Zweden ·
Zwitserland
Argentinië (1978) ·
Argentinië (2006) ·
Argentinië (2014) ·
Argentinië (2022) ·
Australië (2014) ·
Brazilië (2014) ·
Chili (2014) · 
Costa Rica (2014) ·
Denemarken (2010) ·
Denemarken (2012) ·
Duitsland (2012) · 
Ecuador (2022) · 
Frankrijk (2008) ·
Italië (2008) ·
Ivoorkust (2006) ·
Japan (2010) ·
Kameroen (2010) ·
Mexico (2014) · 
Noord-Macedonië (2021) · 
Oekraïne (2021) · 
Oostenrijk (2021) · 
Portugal (2006) ·
Portugal (2012) ·
Portugal (2019) ·
Qatar (2022) ·
Roemenië (2008) ·
Rusland (2008) ·
San Marino (2011) ·
Senegal (2022) ·
Servië en Montenegro (2006) ·
Sovjet-Unie (1988) ·
Spanje (2010) ·
Spanje (2014) ·
Tsjechië (2021) · 
Uruguay (2010) ·
Verenigde Staten (2022) · 
West-Duitsland (1974)
FMF · A-internationals · Selecties · Bondscoaches · Statistieken · Mexicaans vrouwenelftal · Olympisch elftal · Mexico U21 · Mexico U20 · Mexico U19 · Mexico U18 · Mexico U17
1920 – 1949 ·
1950 – 1969 ·
1970 – 1979 ·
1980 – 1989 ·
1990 – 1999 ·
2000 – 2009 ·
2010 – 2019 ·
2020 – 2029
Copa América 1993 ·
Copa América 1995 ·
Copa América 1997 ·
Copa América 1999 ·
Copa América 2001 ·
Copa América 2004 ·
Copa América 2007 ·
Copa América 2011 ·
Copa América 2015 · 
Copa América 2016
WK 1930 ·
WK 1950 ·
WK 1954 ·
WK 1958 ·
WK 1962 ·
WK 1966 ·
WK 1970 ·
WK 1978 ·
WK 1986 ·
WK 1994 ·
WK 1998 ·
WK 2002 ·
WK 2006 ·
WK 2010 ·
WK 2014 · 
WK 2018
OS 1928 ·
OS 1948 ·
OS 1964 ·
OS 1968 ·
OS 1972 ·
OS 1976 ·
OS 1992 ·
OS 1996 ·
OS 2004 ·
OS 2012 ·
OS 2016 ·
OS 2020
1923 ·
1924–1927 ·
1928 ·
1929 ·
1930 ·
1931–1933 ·
1934 ·
1935 ·
1936 ·
1937 ·
1938 ·
1939–1946 ·
1947 ·
1948 ·
1949 ·
1950 ·
1951 ·
1952 ·
1953 ·
1954 ·
1955 ·
1956 ·
1957 ·
1958 ·
1959 ·
1960 ·
1961 ·
1962 ·
1963 ·
1964 ·
1965 ·
1966 ·
1967 ·
1968 ·
1969 ·
1970 · 
1971 · 
1972 · 
1973 · 
1974 · 
1975 · 
1976 · 
1977 · 
1978 · 
1979 · 
1980 · 
1981 · 
1982 · 
1983 · 
1984 · 
1985 · 
1986 · 
1987 · 
1988 · 
1989 · 
1990 · 
1991 · 
1992 · 
1993 · 
1994 · 
1995 · 
1996 · 
1997 · 
1998 · 
1999 · 
2000 · 
2001 · 
2002 · 
2003 · 
2004 · 
2005 · 
2006 · 
2007 · 
2008 · 
2009 · 
2010 · 
2011 · 
2012 · 
2013 · 
2014 · 
2015 · 
2016 ·
2017 ·
2018 ·
2019 ·
2020 ·
2021 ·
2022 ·
2023
Albanië ·
Algerije ·
Angola ·
Argentinië ·
Australië ·
België ·
Belize ·
Bermuda ·
Bolivia ·
Bosnië en Herzegovina ·
Brazilië ·
Bulgarije ·
Canada ·
Chili ·
China ·
Colombia ·
Congo-Kinshasa ·
Costa Rica ·
Cuba ·
Curaçao ·
DDR ·
Denemarken ·
Dominica ·
Duitsland ·
Ecuador ·
Egypte ·
El Salvador ·
Engeland ·
Estland ·
Fiji ·
Finland ·
Frankrijk ·
Gambia ·
Ghana ·
Griekenland ·
Guatemala ·
Guyana ·
Haïti ·
Honduras ·
Hongarije ·
Ierland ·
IJsland ·
Irak ·
Iran ·
Israël ·
Italië ·
Ivoorkust ·
Jamaica ·
Japan ·
Joegoslavië ·
Kameroen ·
Kroatië ·
Liberia ·
Luxemburg ·
Marokko ·
Martinique ·
Nederland ·
Nederlandse Antillen ·
Nicaragua ·
Nieuw-Zeeland ·
Nigeria ·
Noord-Ierland ·
Noord-Korea ·
Noorwegen ·
Oekraïne ·
Oezbekistan ·
Panama ·
Paraguay ·
Peru ·
Polen ·
Portugal ·
Qatar ·
Roemenië ·
Rusland ·
Saint Kitts en Nevis ·
Saint Vincent en de Grenadines ·
Saoedi-Arabië ·
Schotland ·
Senegal ·
Servië ·
Slovenië ·
Slowakije ·
Sovjet-Unie ·
Spanje ·
Suriname ·
Trinidad en Tobago ·
Tsjechië ·
Tsjecho-Slowakije ·
Tunesië ·
Uruguay ·
Venezuela ·
Verenigde Staten ·
Wales ·
Wit-Rusland ·
Zuid-Afrika ·
Zuid-Korea ·
Zweden ·
Zwitserland
Angola (2006) ·
Argentinië (2006) ·
Brazilië (1999) ·
Brazilië (2014) ·
Brazilië (2018) ·
Duitsland (2018) ·
Frankrijk (2010) ·
Iran (2006) ·
Kameroen (2014) ·
Kroatië (2014) ·
Nederland (2014) ·
Portugal (2006) ·
Uruguay (2010) ·
Zuid-Afrika (2010) ·
Zuid-Korea (2018) ·
Zweden (2018)